# Skoki narciarskie na Zimowych Igrzyskach Dobrej Woli 2000
Skoki narciarskie na Zimowych Igrzyskach Dobrej Woli 2000 – pierwsza i jedyna w historii rywalizacja skoczków narciarskich w ramach Zimowych Igrzysk Dobrej Woli. Podczas zawodów, rozegranych 19 i 20 lutego 2000 roku w Lake Placid, przeprowadzono 2 konkursy: drużynowy i indywidualny, oba na skoczni dużej.
Do Zimowych Igrzysk Dobrej Woli w 2000 roku zgłoszono w sumie 23 skoczków narciarskich z 6 państw. Rywalizacja odbywała się na Skoczni Olimpijskiej K120 w Lake Placid.
Pierwszą konkurencją, jaką rozegrano był konkurs drużynowy. Uczestniczyły w nim zespoły złożone z czterech zawodników, a do końcowego wyniku liczyły się wyniki uzyskane przez trzech najlepszych skoczków z każdej z drużyn, a rezultat uzyskany przez najsłabszego zawodnika z drużyny nie był uwzględniany. Złoty medal zdobyła reprezentacja Norwegii w składzie Tom Aage Aarnes, Arne Sneli, Tore Sneli i Morten Ågheim.
Dzień później (20 lutego) przeprowadzono konkurs indywidualny. Z powodu silnego wiatru rozegrano tylko pierwszą serię konkursową, odwołując drugą z zaplanowanych. Złoty medal zdobył Morten Ågheim. Drugi był Arne Sneli, a brązowy medal zdobył Michael Neumayer.
Podczas konkursu drużynowego Martin Koch ustanowił nowy rekord skoczni wynoszący 133 metry, poprawiając tym samym wynik Alana Alborna, który rok wcześniej podczas mistrzostw Stanów Zjednoczonych uzyskał na tym samym obiekcie 130 metrów. W konkursie indywidualnym Koch skoczył na odległość 136 metrów, jednak nie ustał tego skoku, w związku z czym wynik ten nie został uznany za nowy rekord skoczni.

## Medaliści
| Konkurs                    | Złoto                                                                    | Srebro                                                                         | Brąz                                                                              |
| -------------------------- | ------------------------------------------------------------------------ | ------------------------------------------------------------------------------ | --------------------------------------------------------------------------------- |
| drużynowy skocznia duża    | Norwegia 1. Tom Aage Aarnes 2. Arne Sneli 3. Tore Sneli 4. Morten Ågheim | Austria 1. Martin Koch 2. Florian Liegl 3. Christian Nagiller 4. Stefan Kaiser | Niemcy 1. Michael Neumayer 2. Leif Frey 3. Roland Audenrieth 4. Michael Möllinger |
| indywidualny skocznia duża | Morten Ågheim                                                            | Arne Sneli                                                                     | Michael Neumayer                                                                  |

## Wyniki

### Konkurs drużynowy na skoczni dużej (19.02.2000)
| Miejsce | Drużyna                                                                            | Nota  |
| ------- | ---------------------------------------------------------------------------------- | ----- |
| 1.      | Norwegia 1. Tom Aage Aarnes 2. Arne Sneli 3. Tore Sneli 4. Morten Ågheim           | 757,6 |
| 2.      | Austria 1. Martin Koch 2. Florian Liegl 3. Christian Nagiller 4. Stefan Kaiser     | 756,9 |
| 3.      | Niemcy 1. Michael Neumayer 2. Leif Frey 3. Roland Audenrieth 4. Michael Möllinger  | 720,7 |
| 4.      | Stany Zjednoczone 1. Taylor Hoffman 2. Clint Jones 3. Brendan Doran 4. Alan Alborn | 651,5 |
| 5.      | Japonia 1. Yasuhiro Tsuruta 2. Hiroshi Tokita 3. Katsunari Kimoto 4. Takashi Mori  | 650,8 |
| 6.      | Finlandia 1. Marko Ryssy 2. Jaakko Kemppainen 3. Jyrki Hauta 4. Teemu Oinonen      | 547,4 |

### Konkurs indywidualny na skoczni dużej (20.02.2000)
| Miejsce | Zawodnik           | Kraj              | Nota  |
| ------- | ------------------ | ----------------- | ----- |
| 1.      | Morten Ågheim      | Norwegia          | 132,9 |
| 2.      | Arne Sneli         | Norwegia          | 117,3 |
| 3.      | Michael Neumayer   | Niemcy            | 114,3 |
| 4.      | Tom Aage Aarnes    | Norwegia          | 111,9 |
| 5.      | Takashi Mori       | Japonia           | 110,0 |
| 6.      | Martin Koch        | Austria           | 105,3 |
| 7.      | Roland Audenrieth  | Niemcy            | 104,7 |
| 8.      | Alan Alborn        | Stany Zjednoczone | 102,4 |
| 9.      | Leif Frey          | Niemcy            | 101,4 |
| 10.     | Michael Möllinger  | Niemcy            | 101,0 |
| 11.     | Yasuhiro Tsuruta   | Japonia           | 97,4  |
| 12.     | Christian Nagiller | Austria           | 96,5  |
| 13.     | Tore Sneli         | Norwegia          | 93,4  |
| 14.     | Brendan Doran      | Stany Zjednoczone | 93,2  |
| 15.     | Teemu Oinonen      | Finlandia         | 87,4  |
| 16.     | Florian Liegl      | Austria           | 86,7  |
| 17.     | Katsunari Kimoto   | Japonia           | 86,1  |
| 18.     | Stefan Kaiser      | Austria           | 82,7  |
| 19.     | Clint Jones        | Stany Zjednoczone | 68,5  |
| 20.     | Jyrki Hauta        | Finlandia         | 60,6  |
| 21.     | Hiroshi Tokita     | Japonia           | 58,4  |
| 22.     | Marko Ryssy        | Finlandia         | 58,3  |
| 23.     | Jaakko Kemppainen  | Finlandia         | 22,6  |